# Goshen (falu, New York)
Goshen település az Amerikai Egyesült Államok New York államában, Orange megyében, melynek megyeszékhelye is. Lakosainak száma 5777 fő (2020. április 1.).

## Népesség
A település népességének változása:

| 2010 | 5 454 |
| 2020 | 5 777 |